# Zes Dynastieën
Zes Dynastieën is een benaming die in de traditionele Chinese historiografie wordt gebruikt om de periode tussen 220 (het einde van de Han-dynastie) en 589 (vereniging van het rijk onder de Sui-dynastie) aan te geven. China was tijdens die periode verdeeld in een groot aantal, elkaar onderling bestrijdende staten. De term diende om aan te geven welke heersershuizen traditioneel als dragers van het Hemels Mandaat, dus als legitieme opvolgers van de Han-dynastie werden beschouwd.

## Twee varianten
Er bestaan twee varianten van het begrip 'Zes Dynastieën':
- Tot de zes dynastieën worden de zes heersershuizen gerekend die tussen 220 en 589 hun grondgebied rond de midden- en benedenloop van de Jangtsekiang hadden en als hoofdtstad Jiankang (het huidige Nanking):
  1. Wu (220-280), een van de Drie Koninkrijken
  2. Oostelijke Jin-dynastie (317-420)
  3. Liu Song-dynastie (420-479)
  4. Zuidelijke Qi-dynastie (479-502)
  5. Liang-dynastie (502-557)
  6. Chen-dynastie (557-589)
- Zes dynastieën die door de historicus Sima Guang (司馬光, 1019-1086) in zijn invloedrijke boek Doorlopende spiegel tot hulp bij het bestuur, ('zizhi tongjian', 資治通鑒) werden weergegeven als de opvolgingslijn van de Han naar de Sui-dynastie. Dit waren:
  1. Cao Wei (220-265), een van de Drie Koninkrijken
  2. (gehele) Jin-dynastie (265-420)
  3. Liu Song-dynastie (420-479)
  4. Zuidelijke Qi-dynastie (479-502)
  5. Liang-dynastie (502-557)
  6. Chen-dynastie (557-589)

## Andere benamingen voor de periode
Binnen de officiële dynastieke geschiedenis heeft men niet eenduidig kunnen aangeven welke van de Drie Koninkrijken drager van het Hemels Mandaat en daarmee de legitieme opvolger van de Han-dynastie was. De periode werd daarom als één dynastieke periode beschouwd. De Jin-dynastie (265-420) werd gezien als de rechtmatige opvolger van de Drie Koninkrijken. Men ging voorbij aan de Periode van de Zestien Koninkrijken (304-439), die staten werden beschouwd als onwettige afscheidingen van Jin. Op de Jin volgden de vier Zuidelijke Dynastieën (420-589). Dit waren de vier als legitiem beschouwde heersershuizen met Jiankang als hoofdstad. Zij werden ook gerekend tot de Zes Dynastieën.
Omdat de stichter van de Sui-dynastie afkomstig was uit het noorden kregen de vijf direct voorafgaande heersershuizen de benaming Noordelijke Dynastieën. De traditionele jaartallen zijn 439-581, hoewel de Noordelijke Wei-dynastie reeds in 386 werd gesticht. De gehele periode 420-589 wordt daarom ook wel samengevat met de term Zuidelijke en Noordelijke Dynastieën. Dit begrip is neutraler van aard, omdat het probleem van de legitimiteit wordt vermeden.